# Chất bán dẫn hữu cơ

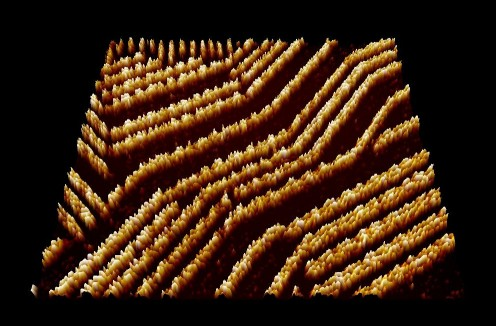
Ảnh STM của một chuỗi ngưng kết supramolecular của chất bán dẫn hữu cơ Quinacridone trong Graphit.

Chất bán dẫn hữu cơ là vật liệu hữu cơ có tính chất bán dẫn, tức là chúng có độ dẫn điện ở mức giữa độ dẫn của vật liệu cách điện và kim loại. Các phân tử hữu cơ đơn, oligomer và polymer đều có thể là bán dẫn.
Bán dẫn phân tử nhỏ (hydrocarbon thơm) bao gồm các hợp chất đa vòng thơm như pentacene, anthracene, và rubrene.
Chất bán dẫn hữu cơ polymer bao gồm poly (3-hexylthiophene), poly (p-phenylene vinylene), cũng như polyacetylene và các dẫn xuất.
Các ứng dụng bán dẫn hữu cơ được gọi là Điện tử hữu cơ, các phần tử bán dẫn hữu cơ còn gọi là phần tử điện tử nhựa (Plastic electronics).

## Ứng dụng
Chất bán dẫn hữu cơ cứng chắc đang được sử dụng như làm linh kiện tích cực trong phần tử quang điện tử (optoelectronic) như:
- Điốt phát quang hữu cơ (OLED)
- Pin mặt trời hữu cơ (Organic solar cell)
- Transistor trường hữu cơ (OFET)
- Transistor hoá điện (electrochemical transistor)
- Gần đây trong các ứng dụng cảm ứng sinh học.

Chất bán dẫn hữu cơ có nhiều ưu điểm như dễ chế tạo, linh hoạt cơ khí, và chi phí thấp.